# Lampyris
Lampyris là một chi bọ cánh cứng trong họ Lampyridae. Ở hầu hết miền tây Á-Âu, chúng là loài chủ yếu. Chúng phát sáng liên tục.
Chi này có quan hệ gần hơn với Pleotomus và các họ hàng của nó. Chi này trước đây là một tông riêng biệt có tên Pleotomini, nhưng thể hiện một nhánh biệt hóa của Lampyrini.

### Các loài nổi tiếng
| - Lampyris afghana - Lampyris algerica - Lampyris ambigena - Lampyris angustata - Lampyris angustula - Lampyris apuliae - Lampyris attenuata - Lampyris berytensis - Lampyris brevicollis - Lampyris brutia - Lampyris caspica - Lampyris cincta - Lampyris costalis - Lampyris depressiuscula - Lampyris exilis - Lampyris fuscata - Lampyris germariensis - Lampyris gridelli - Lampyris hellenica - Lampyris hummeli - Lampyris iraqi - Lampyris lareynii | - Lampyris levigata - Lampyris liebegotti - Lampyris limbata - Lampyris lobata - Lampyris maculata - Lampyris membranacea - Lampyris monticola - Lampyris nervosa - Lampyris noctiluca – Common Glow-worm - Lampyris occidentalis - Lampyris olivieriana - Lampyris orientalis - Lampyris pallida - Lampyris pseudozenkeri - Lampyris raymondi - Lampyris sardiniae - Lampyris satoi - Lampyris setosa - Lampyris spinifer - Lampyris sulpuri - Lampyris turkestanica - Lampyris zenkeri |

## Hình ảnh

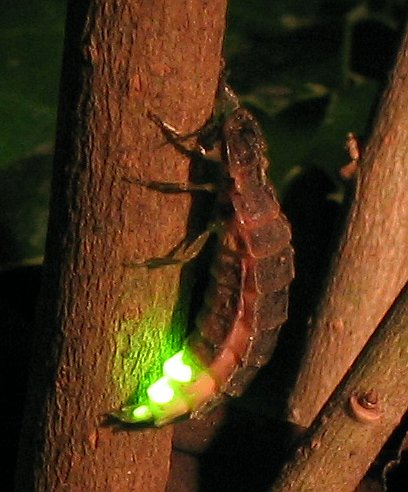
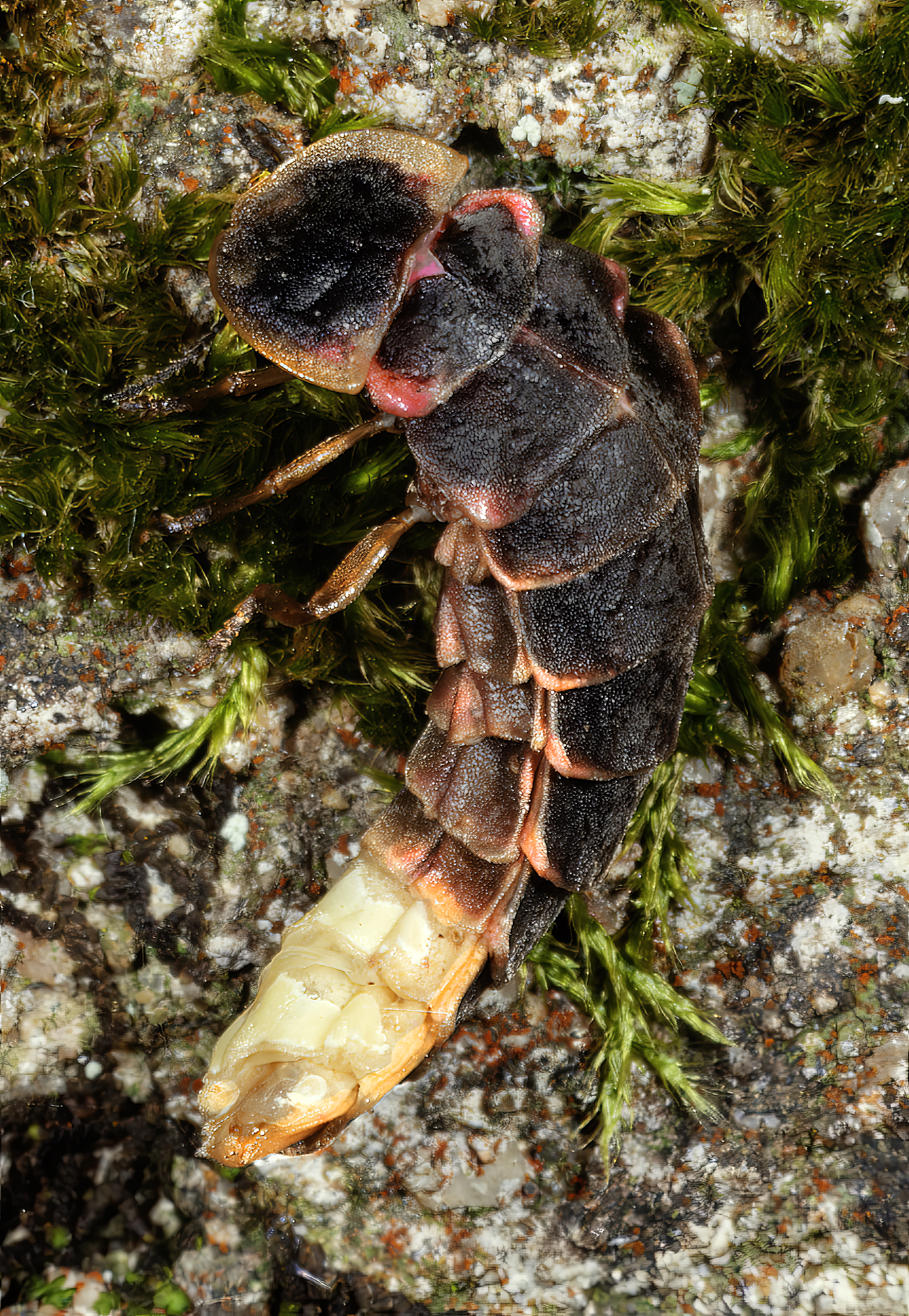
Lampyris noctiluca Người phụ nữ
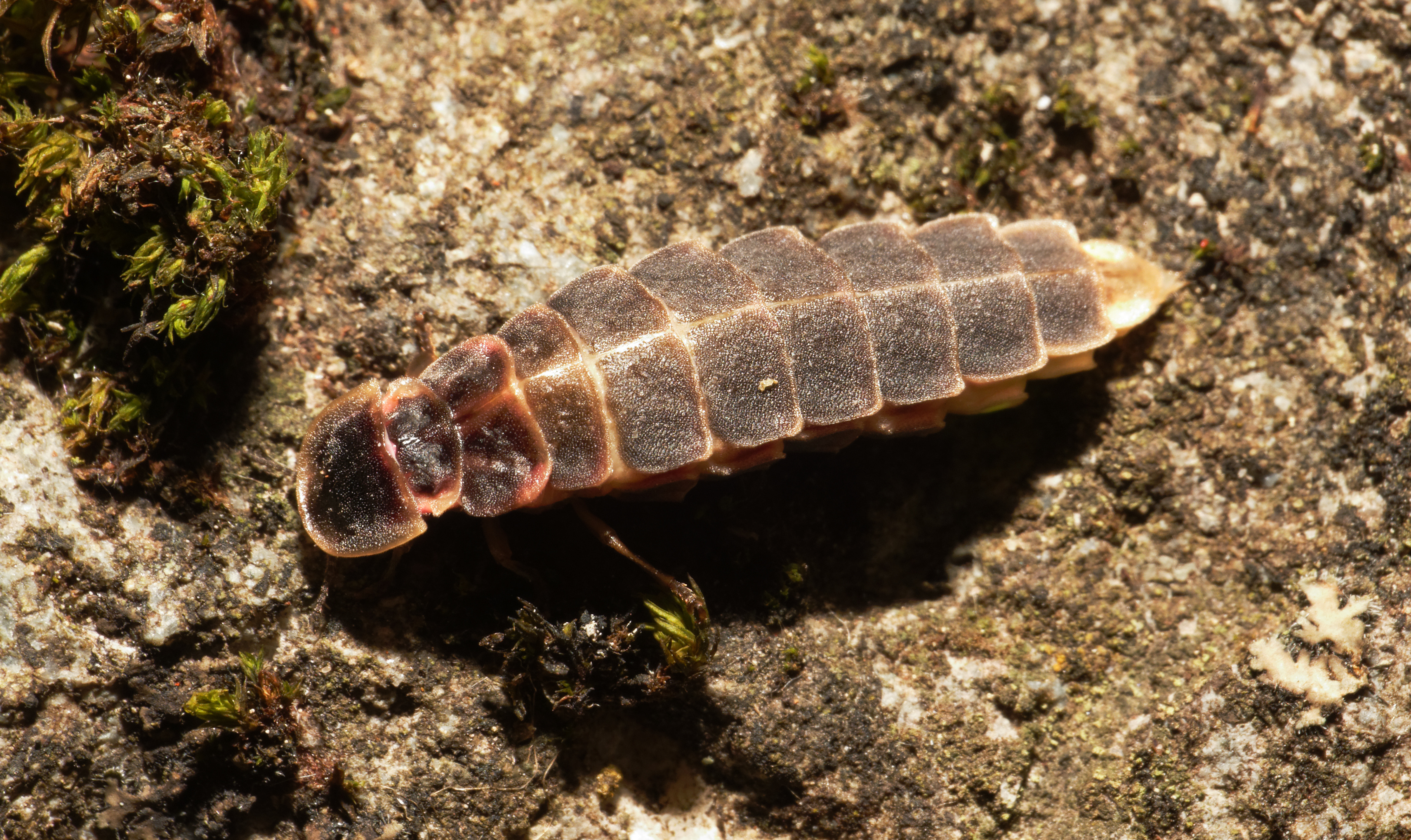
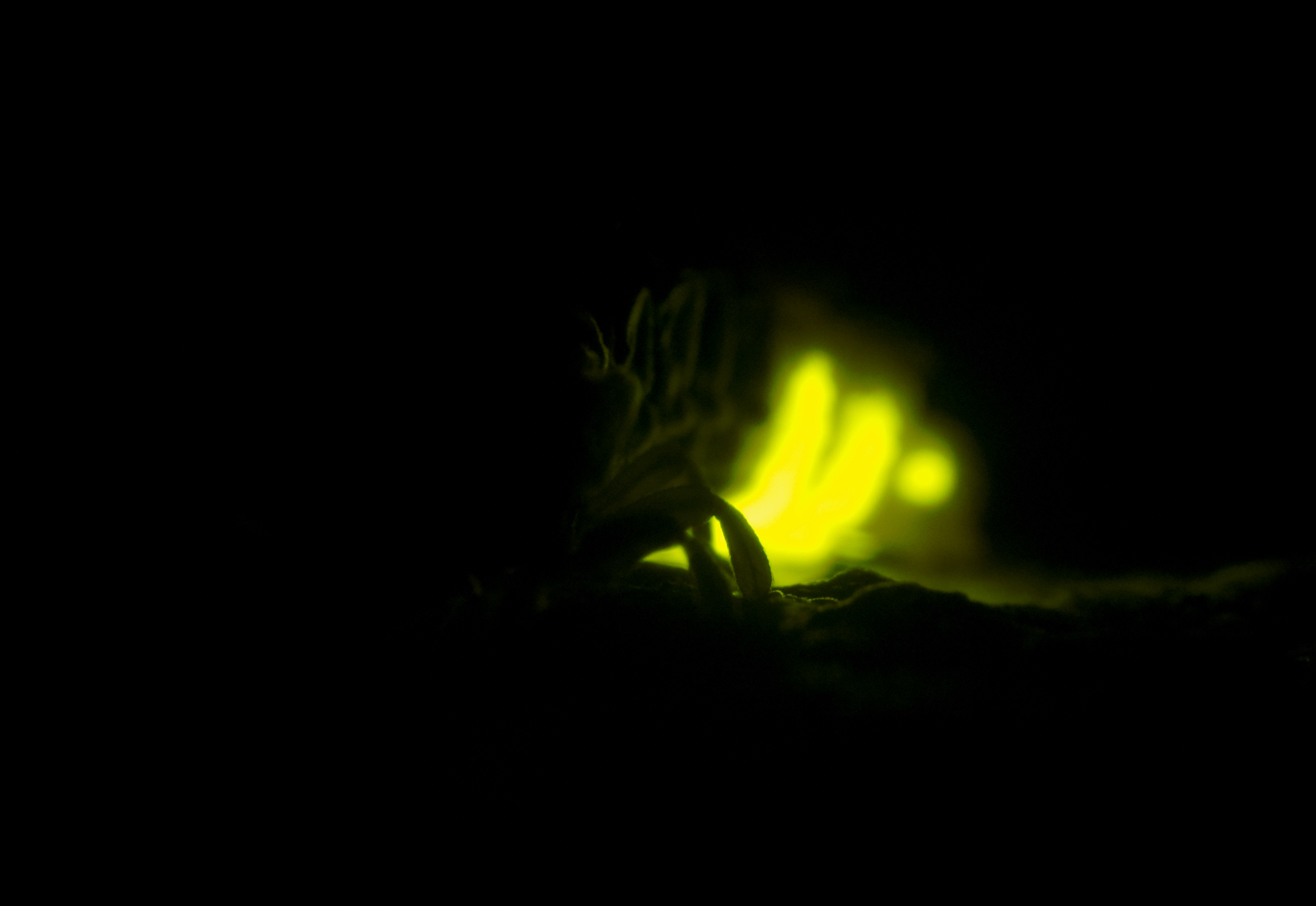